# Terapia breve
La terapia breve è una forma di psicoterapia che solitamente si esplica in un numero limitato di sedute.
Tra le varie forme che può assumere, vi sono la terapia cognitivo-comportamentale, derivata dalla combinazione tra terapia cognitiva e terapia comportamentale, la psicoterapia dinamica breve (di origine psicoanalitica), la psicoterapia ericksoniana e le terapie di stampo strategico (Scuola di Palo Alto, Mental Research Institute).
Altre forme di approccio, come la programmazione neuro linguistica, non sono riconosciute come scientifiche, non avendo ricevuto alcuna validazione, né accademica, né scientifica, né da parte degli ordini professionali (e vengono quindi interpretati quali pseudoscientifiche).

## Tipi di terapia breve

### Terapia strategica
Forma di terapia breve sviluppata da Jay Haley, Giorgio Nardone e Paul Watzlawick sulla base degli studi della psicoterapia della Gestalt, della scuola di Palo Alto, della psicologia sistemica e della psicoterapia ericksoniana. Utilizza artifici e stratagemmi retorici ispirati a testi come L'arte della guerra.